# Skjaldarfjall
Skjaldarfjall är ett berg i republiken Island. Det ligger i regionen Austurland, 400 km öster om huvudstaden Reykjavík. Toppen på Skjaldarfjall är 451 meter över havet.
Trakten runt Skjaldarfjall är nära nog obefolkad, med mindre än två invånare per kvadratkilometer. Trakten runt Skjaldarfjall består i huvudsak av gräsmarker.